# Bradycassis agroiconotoides
Bradycassis agroiconotoides es un coleóptero de la familia Chrysomelidae.
Fue descrita científicamente por primera vez en 2005 por Borowiec.